# Fontanna Herona

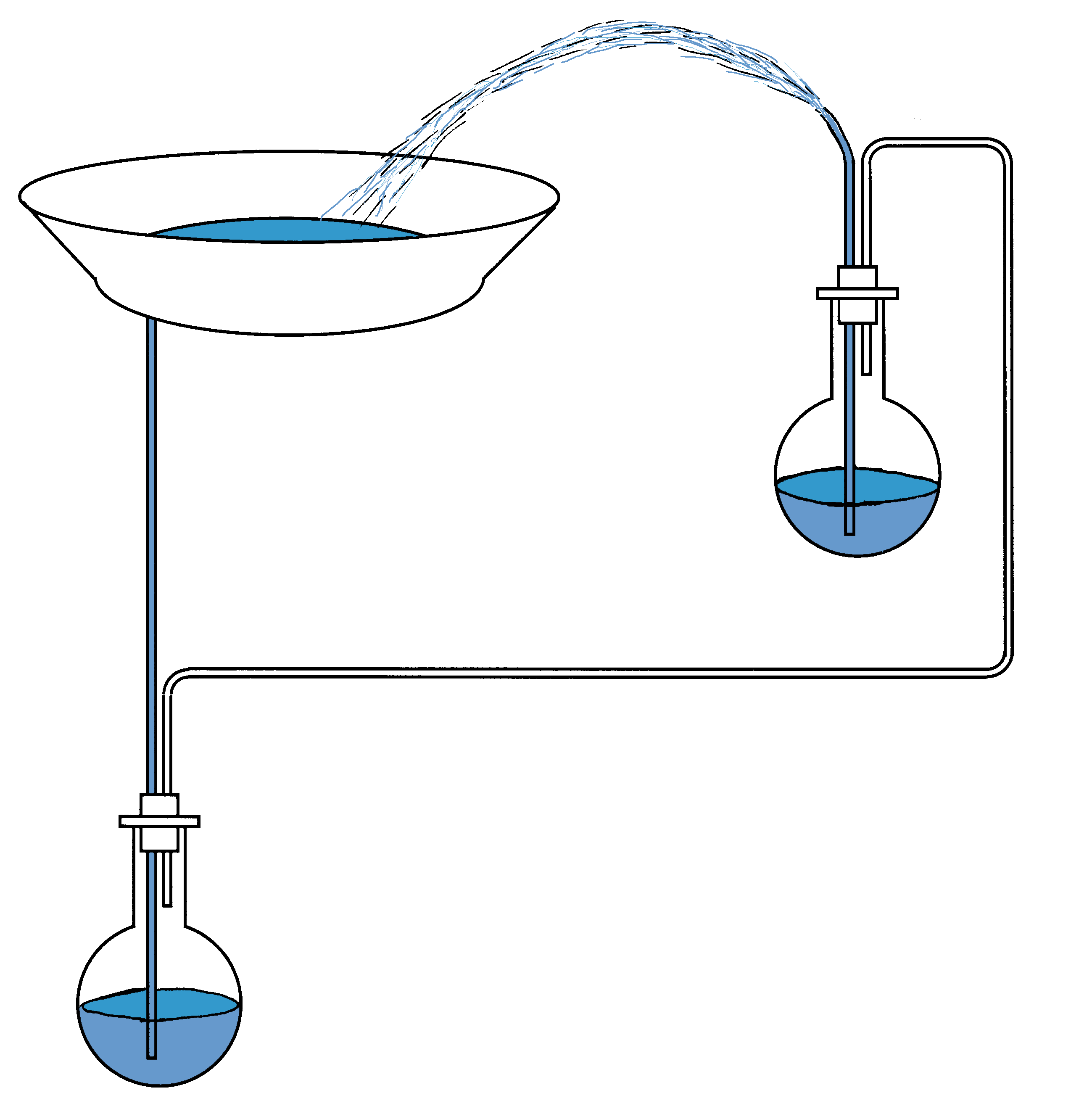
Fontanna Herona

Fontanna Herona – urządzenie hydrauliczne wynalezione przez matematyka i przyrodnika Herona z Aleksandrii, stosowane dziś głównie jako gadżet pokojowy lub doświadczenie pokazowe z fizyki.
Heron badał ciśnienie powietrza, opisał pierwszą turbinę parową (bania Herona) i zbudował kilka zabawek tryskających wodą, do których zalicza się fontanna nazwana jego imieniem. Różne wersje tego urządzenia są używane dzisiaj na zajęciach z fizyki jako demonstracje zasad hydrauliki i pneumatyki.

## Budowa i działanie
Fontanna Herona składa się z trzech zbiorników umieszczonych na różnych wysokościach oraz łączących je rurek:
- zbiornik górny, otwarty – przy jego dnie znajduje się rurka, przez którą woda wypływa do zbiornika dolnego;
- zbiornik dolny, zamknięty – rurką ze zbiornika górnego wpływa do niego woda, wypierając powietrze, uchodzące przez rurkę umocowaną w górnej części zbiornika i prowadzącą do zbiornika środkowego;
- zbiornik środkowy, zamknięty – do niego jest wpompowywane powietrze uchodzące ze zbiornika dolnego; wypiera ono wodę przez rurkę mającą ujście nad zbiornikiem górnym – tworzącą fontannę.

## Przykładowa konstrukcja

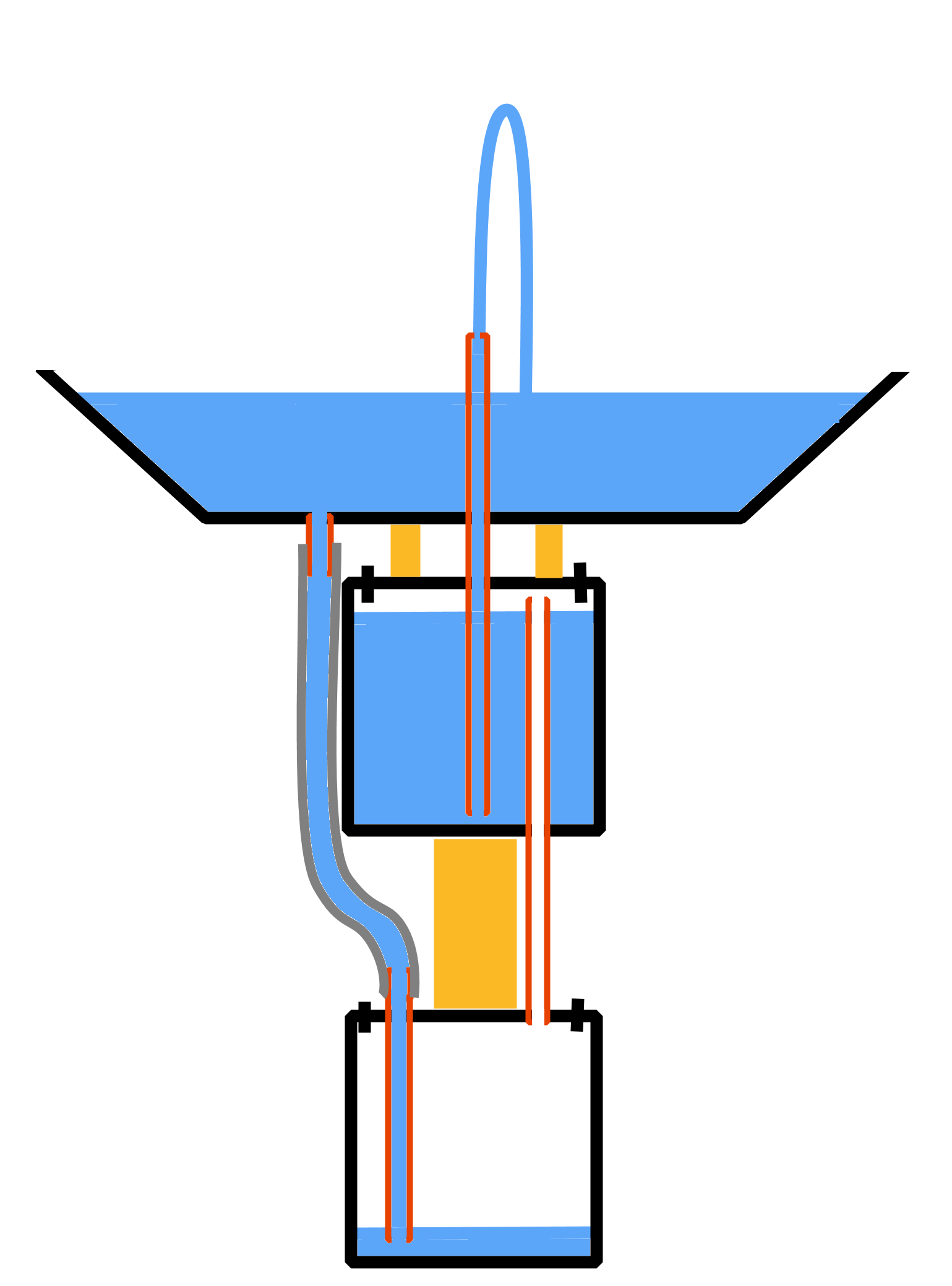
Fontanna Herona – przekrój

- Wybranie naczynia górnego, otwartego, początkowo pustego; poprowadzenie rurki z jego dna do zbiornika dolnego, zawierającego początkowo samo powietrze. Na zbiorniki zamknięte użyte mogą być słoiki, butelki, puszki, byle tylko możliwe było szczelne łączenie ich zamknięć z rurkami doprowadzającymi wodę i powietrze.
- połączenie zbiornika dolnego (wylot rurki w górnej części) ze środkowym, pełnym wody zasilającej fontannę; wlot rurki doprowadzającej powietrze w górnej części zbiornika środkowego;
- poprowadzenie rurki z dna zbiornika środkowego nad zbiornik górny, przewężenie na otwartym końcu tej rurki tworzy wodotrysk;
- napełnienie zbiornika górnego wodą;
- woda spływa ze zbiornika górnego do dolnego, wypierając z niego powietrze;
- powietrze wyparte ze zbiornika dolnego wpływa do naczynia środkowego, z którego wypycha wodę przez wodotrysk nad zbiornikiem górnym;
- zbiornik górny nie musi zawierać dużo wody, gdyż jest ona dostarczana poprzez wodotrysk z naczynia środkowego.

## Ruch
Fontanna Herona nie jest perpetuum mobile, jakby się mogło wydawać. Nie jest możliwe nieprzerwane jej działanie, nieprzerwany przepływ cieczy roboczej jest pozorny. Fontanna przestaje pracować kiedy zabraknie wody w zasilającym ją zbiorniku środkowym lub też kiedy skończy się powietrze w zbiorniku dolnym. Fontannę można wprawić w działanie zamieniając miejscami zbiorniki: środkowy i dolny, odpowiednio zamieniając rurki (dobrym rozwiązaniem jest użycie np. litrowych słoików z rurkami umieszczonymi w nakrętkach, wystarczy wtedy podmienić słoiki). Mniej wygodnym rozwiązaniem jest opróżnienie pojemnika dolnego z wody i napełnienie wodą naczynia środkowego, zasilającego fontannę.
Fontanna może tryskać wodą niemal na taką wysokość, z jakiej spada woda ze zbiornika górnego do dolnego. Dla jak najlepszego efektu (maksymalnej wysokości) należy umieścić środkowy zbiornik jak najwyżej, może być nawet wyżej od górnego, zaś dolny dużo niżej od tamtych.
Gdyby wylot fontanny unosić, to wysokość na jaką może unieść się woda w fontannie, względem poziomu wody w zbiorniku środkowym, jest równa różnicy poziomów wody w zbiorniku górnym i dolnym. Pomijając opory ruchu wody jest to wysokość na jaką tryska fontanna.

## W kulturze masowej
Egzemplarz fontanny Herona, zbudowany przez Larry'ego Fleinhardta, można było zobaczyć w 8. odcinku (zatytułowanym "Tabu") 4. sezonu telewizyjnego serialu Wzór.